# Smertnyj vrag
Smertnyj vrag (Смертный враг) è un film del 1971 diretto da Evgenij Semёnovič Matveev.

## Trama
Il film è ambientato sul Don nei primi anni del potere sovietico. Il film parla di una donna sposata con una guardia bianca che si innamorò di un altro uomo.